# Thomas Dittmann
Thomas Dittmann (* 9. Juli 1931 in Hamburg; † 1. September 1998 in Büchen) war ein deutscher Kirchenmusiker, Organist, Chorleiter, Komponist und Dozent. Er wirkte in Hamburg an der Hauptkirche St. Katharinen und an der Hochschule für Musik und Theater in Hamburg.

## Leben und Werk
Thomas Dittmann wurde 1931 als zweites Kind des Pastors Walter Dittmann und seiner Frau Elisabeth (geb. Blohm) in Hamburg geboren. Er und wuchs seinen fünf Geschwistern (jüngerer Bruder: Wolfgang Dittmann) in Hamburg-Harvestehude auf. Er studierte Kirchenmusik an der Hochschule für Musik in Hamburg, was er 1956 mit Auszeichnung abschloss. Seine Lehrer waren Hans Friedrich Micheelsen (Komposition) und Helmut Tramnitz (Orgel).
Von 1953 bis 1957 war er als Kantor und Organist an der Martinskirche im Hamburger Stadtteil Horn tätig. 1958 heiratete er Heimke Dittmann (geb. Trede) in Hamburg und auf der Insel Fehmarn. Das Ehepaar bekam fünf Kinder. Im Sommer 1957 wurde er als Hamburgs jüngster Kirchenmusiker an die Hauptkirche St. Katharinen berufen, die 1943 völlig zerstört worden und deren Wiederaufbau 1956 abgeschlossen war. Hier gründete er im November 1957 die Kantorei St. Katharinen, den ersten Chor dieser Kirche. 1976 wurde ihm der Titel Kirchenmusikdirektor verliehen.
Thomas Dittmann gastierte als Organist in Deutschland und im Ausland, u. a. hat er eine eigene Konzertreihe auf der Insel Fehmarn ins Leben gerufen und betreut. Mit der Kantorei unternahm er viele Reisen, innerhalb Deutschlands und ins Ausland, unter anderem nach England, Schweden, Holland, UdSSR, Österreich und Frankreich. 1959 reiste er mit der Kantorei auf Einladung der London Bach Society nach England, wo der Chor in der Ruine der Kathedrale von Coventry  im Rahmen einer Andacht auftrat. Zur Einweihung der neuen Kathedrale von Coventry im Jahr 1962 wurde die Kantorei ebenfalls eingeladen.
Am 31. Dezember 1958 um 23 Uhr fand auf Initiative von Thomas Dittmann die erste Musik in der Silvesternacht statt, eine Andacht mit kurzer Ansprache und viel Musik über den Jahreswechsel hinaus, die bis heute eine wichtige Tradition der Kirche darstellt. In Zusammenarbeit mit Hauptpastor Hartmut Sierig entwickelte er neue Formate, u. a. ein Mysterienspiel für die Osternacht (Text von Hartmut Sierig), musikalisch eingebettet in eine jeweils von Thomas Dittmann neu komponierte Messe (Ostermessen 1961, 1962, 1965, 1978). Schwerpunkte seiner Arbeit waren die Ausbildung junger Musiker und die Pflege seiner Kantorei, für die er viele A-cappella-Werke komponierte, wenn es für wichtige Anlässe und zu bestimmten Themen keine geeigneten Stücke gab sowie Choralimprovisationen auf der Orgel.
Neben seiner Arbeit an der Kirche war er von 1963 bis 1994 als Dozent für künstlerisches und liturgisches Orgelspiel an der Hochschule für Musik und Theater in Hamburg tätig. 1979 ernannte ihn der Hamburgische Senat zum Professor. Im Sommer 1994 ging er in den Ruhestand, sein Nachfolger wurde Andreas Fischer.
Thomas Dittmann wurde in der Familiengrabstätte auf dem Friedhof Ohlsdorf beigesetzt. Sie liegt im Planquadrat AB 23, südöstlich von Kapelle 7.